# ジョージ・ボイル (第4代グラスゴー伯爵)
第4代グラスゴー伯爵ジョージ・ボイル（英語: George Boyle, 4th Earl of Glasgow GCH FRS FSA、1765年9月18日 – 1843年7月6日）は、イギリスの政治家、スコットランド貴族。トーリー党に所属し、スコットランド貴族代表議員（在任：1790年 – 1815年）、レンフルーシャー統監（在任：1810年 – 1820年）、エアシャー統監（在任：1820年 – 1842年）を歴任した。1775年までボイル卿の儀礼称号を使用した。

## 生涯
第3代グラスゴー伯爵ジョン・ボイルと妻エリザベス（Elizabeth、旧姓ロス（Ross）、1791年10月17日没、第13代ロス卿ジョージ・ロスの娘）の次男（長男ジョンは夭折）として、1765年9月18日に生まれた。1775年3月7日に父が死去すると、グラスゴー伯爵位を継承した。1776年から1780年までイートン・カレッジで教育を受けた。
1788年5月29日にロンドン考古協会フェローに、1788年6月5日に王立協会フェローに選出された。1817年から1819年までグラスゴー大学総長を務めた。
1790年イギリス総選挙でスコットランド貴族代表議員に選出され、1815年までを務めた後、1815年8月11日に連合王国貴族であるレンフルーシャーにおけるホークヘッドのロス男爵に叙された。1810年4月11日から1820年初までレンフルーシャー統監を務め、1820年1月7日から1842年8月15日までエアシャー統監を務めた。
貴族院ではトーリー党に属し、1820年にジョージ4世妃キャロライン・オブ・ブランズウィックへの痛みと罰法案に賛成票を投じたほか、1829年に首相の初代ウェリントン公爵アーサー・ウェルズリーがローマ・カトリック信徒救済法（カトリック解放）の立法に踏み切ったときに法案を支持した。1830年、ロイヤル・ゲルフ勲章グランド・クロスを授与された。その後、1831年10月に第1回選挙法改正の第2次法案に反対票を投じた。
1843年7月6日にエディンバラで死去、長男ジョンに先立たれたため次男ジェームズが爵位を継承した。

## 家族
1788年3月7日、エディンバラでオーガスタ・ヘイ（Augusta Hay、1766年4月25日 – 1822年7月23日、第15代エロル伯爵ジェイムズ・ヘイの娘）と結婚、3男3女をもうけた。
- ジョン（1789年8月12日 エディンバラ – 1818年3月6日 タンブリッジ・ウェルズ（英語版）） - 海軍軍人、生涯未婚[2]
- イザベラ・マーガレット（1790年7月7日 – 1834年1月） - 生涯未婚[2]
- ジェームズ（1792年4月10日 – 1869年3月11日 ホークヘッド（英語版）） - 第5代グラスゴー伯爵[1]
- エリザベス（1794年3月21日 ロンドン – 1819年2月1日 ホークヘッド（英語版）） - 生涯未婚[2]
- オーガスタ（1801年8月14日 リッチモンド – 1876年7月28日） - 1821年5月19日、フレデリック・フィッツクラレンス卿（英語版）（1799年ごろ – 1854年11月30日、国王ウィリアム4世の庶子）と結婚、1女をもうけた[2]。
- ウィリアム（1802年11月8日 エディンバラ – 1819年9月7日） - 1819年9月13日、カンタベリー大聖堂に埋葬された[2]

1806年に妻オーガスタの母方の祖父サー・ウィリアム・カー（Sir William Carr）が死去すると、オーガスタがノーサンバーランドにあるイータルの領地を継承、その死後は息子ジェームズ（のちの第5代グラスゴー伯爵）が継承した。1869年にジェームズが死去すると、その妹オーガスタ（1876年没）が継承した。
1824年11月13日にジュリア・シンクレア（Julia Sinclair、1796年6月16日 – 1868年2月19日、初代準男爵サー・ジョン・シンクレアの娘）と再婚、1男1女をもうけた。
- ジョージ・フレデリック（1825年10月9日 エディンバラ – 1890年4月23日 エディンバラ） - 第6代グラスゴー伯爵[2]
- ダイアナ（1828年7月1日 – 1877年1月1日 ロンドン） - 1849年7月4日、第2代ハンプトン男爵ジョン・パキントン（1893年4月26日没）と結婚、子供なし[2]